# Tmarus misumenoides
Tmarus misumenoides är en spindelart som beskrevs av Cândido Firmino de Mello-Leitão 1927. 
Tmarus misumenoides ingår i släktet Tmarus och familjen krabbspindlar. Inga underarter finns listade i Catalogue of Life.